# Bank of America
Bank of America Corporation är en amerikansk multinationell bankkoncern med huvudkontor i skyskrapan Bank of America Corporate Center i Charlotte i North Carolina. Den har rankats som det näst största bankföretaget i USA räknat efter storleken på tillgångarna och som det tredje största företaget (i tidningen Forbes 2010). Uppköpet av Merrill Lynch 2008 gjorde Bank of America till det största wealth management-företaget i världen och en storspelare på investmentbank-marknaden.

## Historia
Banken bildades 1928 av en fusion mellan de amerikanska bankerna Bank of Italy och Bank of America, Los Angeles.

## Investment banking
Bankens investmentdel har en annan stavning: Banc of America Securities, Banc of America Investment Services, etc. 

## Övrigt
Företaget är en av de främsta medlemmarna, benämnda Senior Partners, i Handelshögskolan i Stockholms partnerprogram för företag som bidrar finansiellt till högskolan.